# Ophion areolatus
Ophion areolatus är en stekelart som beskrevs av Cameron 1899. Ophion areolatus ingår i släktet Ophion och familjen brokparasitsteklar. Inga underarter finns listade i Catalogue of Life.